# Au cabaret
 (juillet 2025).
Cet article possède un paronyme, voir Cabaret (homonymie).
Pour plus de détails, voir Fiche technique et Distribution.
Au cabaret est un film français réalisé par Alice Guy en 1899.

## Synopsis
À la terrasse d'un cabaret, une partie de cartes bien arrosée se termine par une dispute entre deux joueurs suivie d'un pugilat.

## Fiche technique
- Titre : Au cabaret
- Réalisation : Alice Guy
- Société de production : Société L. Gaumont et compagnie
- Pays d'origine :  France
- Genre : Saynète humoristique
- Format : Noir et blanc - Muet
- Durée : 1 minute (20 mètres)
- Date de sortie : 1899
- Licence : Domaine public

## Analyse
La partie de cartes dans le film peut être considérée comme un classique des débuts du cinéma : on retiendra ainsi un des premiers films de Georges Méliès, Une partie de cartes tourné en 1896 et surtout la Partie de cartes de Louis Lumière de 1895.
Alice Guy apporte ici une dimension comique — voire pédagogique : les dangers de l'alcoolisme — à cet « exercice de style ».

## Autour du film
Le film est tourné en extérieur devant un décor sommaire qui évoque plutôt une buvette qu'un établissement permanent. L'enseigne de l'estaminet est un panneau manuscrit indiquant « Vins liqueurs ».